# Бранислав Кнежевић
Бранислав Кнежевић (Рума, 21. јула 2002) српски је фудбалер.

## Статистика

### Клупска
Ажурирано 14. јуна 2021.
|             |          |                  |    |   |   |   |   |   |   |   |    |   |  |  |
| Мачва Шабац | 2019/20. | Суперлига Србије | 4  | 0 | 0 | 0 | — | — | — | — | 4  | 0 |  |  |
| Мачва Шабац | 2020/21. | Суперлига Србије | 32 | 6 | 1 | 0 | — | — | — | — | 33 | 6 |  |  |
| Мачва Шабац | Укупно   | Укупно           | 36 | 6 | 1 | 0 | — | — | — | — | 37 | 6 |  |  |
|             |          |                  |    |   |   |   |   |   |   |   |    |   |  |  |

### Утакмице у дресу репрезентације
| Репрезентација Србије у узрасту до 19 година старости | Репрезентација Србије у узрасту до 19 година старости | Репрезентација Србије у узрасту до 19 година старости | Репрезентација Србије у узрасту до 19 година старости | Репрезентација Србије у узрасту до 19 година старости | Репрезентација Србије у узрасту до 19 година старости | Репрезентација Србије у узрасту до 19 година старости | Репрезентација Србије у узрасту до 19 година старости | Репрезентација Србије у узрасту до 19 година старости | Репрезентација Србије у узрасту до 19 година старости |
| #                                                     | Датум                                                 | Такмичење                                             | Локација                                              | Домаћин                                               | Резултат                                              | Гост                                                  | Гол                                                   | Реф.                                                  |                                                       |
| ----------------------------------------------------- | ----------------------------------------------------- | ----------------------------------------------------- | ----------------------------------------------------- | ----------------------------------------------------- | ----------------------------------------------------- | ----------------------------------------------------- | ----------------------------------------------------- | ----------------------------------------------------- | ----------------------------------------------------- |
| 1.                                                    | 23. фебруар 2021.                                     | Пријатељска утакмица                                  | Кућа фудбала, Стара Пазова                            | Србија                                                | 2 : 1                                                 | Босна и Херцеговина                                   |                                                       | [ 12 ]                                                |                                                       |
| 2.                                                    | 10. март 2021.                                        | Пријатељска утакмица                                  | Стадион у Араду                                       | Румунија                                              | 0 : 0                                                 | Србија                                                |                                                       | [ 13 ]                                                |                                                       |
| 2                                                     | Укупан број утакмица и постигнутих погодака           | Укупан број утакмица и постигнутих погодака           | Укупан број утакмица и постигнутих погодака           | Укупан број утакмица и постигнутих погодака           | Укупан број утакмица и постигнутих погодака           | Укупан број утакмица и постигнутих погодака           | 0                                                     |                                                       |                                                       |